# Burg Kasendorf
Die Burg Kasendorf war eine abgegangene Gipfelburg bei 498 m ü. NHN auf dem 110 Meter über dem Tal liegenden Turmberg mit dem Magnusturm über dem Markt Kasendorf im Landkreis Kulmbach in Bayern.

## Geschichte
Auf dem 14,5 Hektar großen unbewaldeten Gipfelplateau des Turmbergs befanden sich vor- und frühgeschichtliche dreimal ummauerte Befestigungen, von denen noch Wall- und Grabenreste aus dem 5. Jahrhundert v. Chr. erkennbar sind. Am Südwestrand befinden sich Reste einer Quadermauer und in der Nähe eine Toranlage (8./9. Jahrhundert) sowie ein Kellerraum. Im nördlichen Teil befand sich eine Kapelle von 1445.
Auf dem Gelände jenseits des 200 Meter langen, 20 Meter breiten und bis 5 Meter hohen Abschnittswalls (10. Jahrhundert) wurde vermutlich im 11. bis 12. Jahrhundert die Burg Kasendorf, von der nichts überliefert ist, erbaut. Nach dem Abbruch der Burg wurde 1498 auf den Fundamentresten des runden Bergfrieds der heute 20 Meter hohe, mit 40 Meter Umfang und einer Mauerstärke von 3,8 Metern wuchtige Magnusturm, ein Wart- und Signalturm errichtet (siehe auch Wartordnung von 1498). Zu der Burg gehörte auch der Kapellenacker, auf dem bei einem Friedhof die Burgkapelle stand.
Auf dem Burggelände und an dem weithin sichtbaren Turm befinden sich Erläuterungstafeln.

## Heutige Nutzung
Der früher als Wartturm genutzte Magnusturm erhielt Ende des 19. Jahrhunderts eine relativ kleine ebenerdige Eingangstür, durch die man über eine innen eingebaute Metall-Wendeltreppe zu der durch einen Glasaufbau geschützten Aussichtsplattform gelangt. Dort bietet sich ein guter Ausblick über Kasendorf bis ins Maintal und zur Plassenburg in Kulmbach sowie auf die Hochflächen der Fränkischen Schweiz.